# Přímělkov
Přímělkov (německy Primelkau) je vesnice, část města Brtnice v okrese Jihlava. Nachází se asi 5,5 km na severovýchod od Brtnice. V roce 2009 zde bylo evidováno 77 adres. V roce 2001 zde trvale žilo 123 obyvatel.
Prochází tudy železniční trať Brno–Jihlava, na které je zřízena zastávka Přímělkov (v minulosti nesla též název Střížov-Přímělkov).
Přímělkov je také název katastrálního území o rozloze 2,39 km2.

## Název
Název se vyvíjel od varianty Przimylkow (1378), Prziemylkow (1379), Przymylkow (1390), Przemilkowie (1447), Przemilkow (1466, 1528), Pržimulkow (1678), Pržimielkau (1718), Přimilkow (1720), Pržemielkau (1751), Pržemielkow a Pržimielkau (1798), Přemielkau a Přemělkow (1872), Přemilkov (1881) až k podobě Přímělkov v roce 1924. Místní jméno vzniklo přidáním přivlastňovací přípony -ov k osobnímu jménu Přemilek.

## Historie
První písemná zmínka o vsi pochází z roku 1378. Collaltovský hospodářský dvůr velkostatku Brtnice v Přímělkově s rozlohou 127 ha byl za první pozemkové reformy celý rozparcelován drobným přídělcům. Na jeho místě se nyní nachází bývalá sýpka a tvrz.
V roce 1920 byla u železniční trati založena trampská hospoda Nad přejezdem, je spjata s historií trampingu v údolí Brtničky. V roce 2020 byla na stěně hospody odhalena pamětní deska.
V letech 1869–1949 byl Přímělkov osadou Střížova, v letech 1950–1960 samostatnou obcí, v období 1961–1988 část obce Střížov-Přímělkov. 1. ledna 1989 se stal místní částí Brtnice.

## Přírodní poměry
Přímělkov leží v okrese Jihlava v Kraji Vysočina. Nachází se 8 km severně od Bransouze, 8 km severovýchodně od Brtnice a 7 km východně od Puklic. Geomorfologicky je oblast součástí Česko-moravské subprovincie, konkrétně Křižanovské vrchoviny a jejího podcelku Brtnická vrchovina, v jehož rámci spadá pod geomorfologický okrsek Puklická pahorkatina. Průměrná nadmořská výška činí 480 metrů. Nejvyšší bod v nadmořské výšce 501 metrů, leží jižně od vsi. Část přírodní rezervace Údolí Brtnice se nachází na území Přímělkova.

## Obyvatelstvo
Podle sčítání 1930 zde žilo v 45 domech 185 obyvatel. 182 obyvatel se hlásilo k československé národnosti. Žilo zde 179 římských katolíků a 3 příslušníci Církve československé husitské.
| Rok            | 1869 | 1880 | 1890 | 1900 | 1910 | 1921 | 1930 | 1950 | 1961 | 1970 | 1980 | 1991 | 2001 | 2011 |
| -------------- | ---- | ---- | ---- | ---- | ---- | ---- | ---- | ---- | ---- | ---- | ---- | ---- | ---- | ---- |
| Počet obyvatel | 164  | 153  | 134  | 137  | 142  | 148  | 185  | 201  | 208  | 189  | 158  | 132  | 123  | 125  |

## Hospodářství a doprava

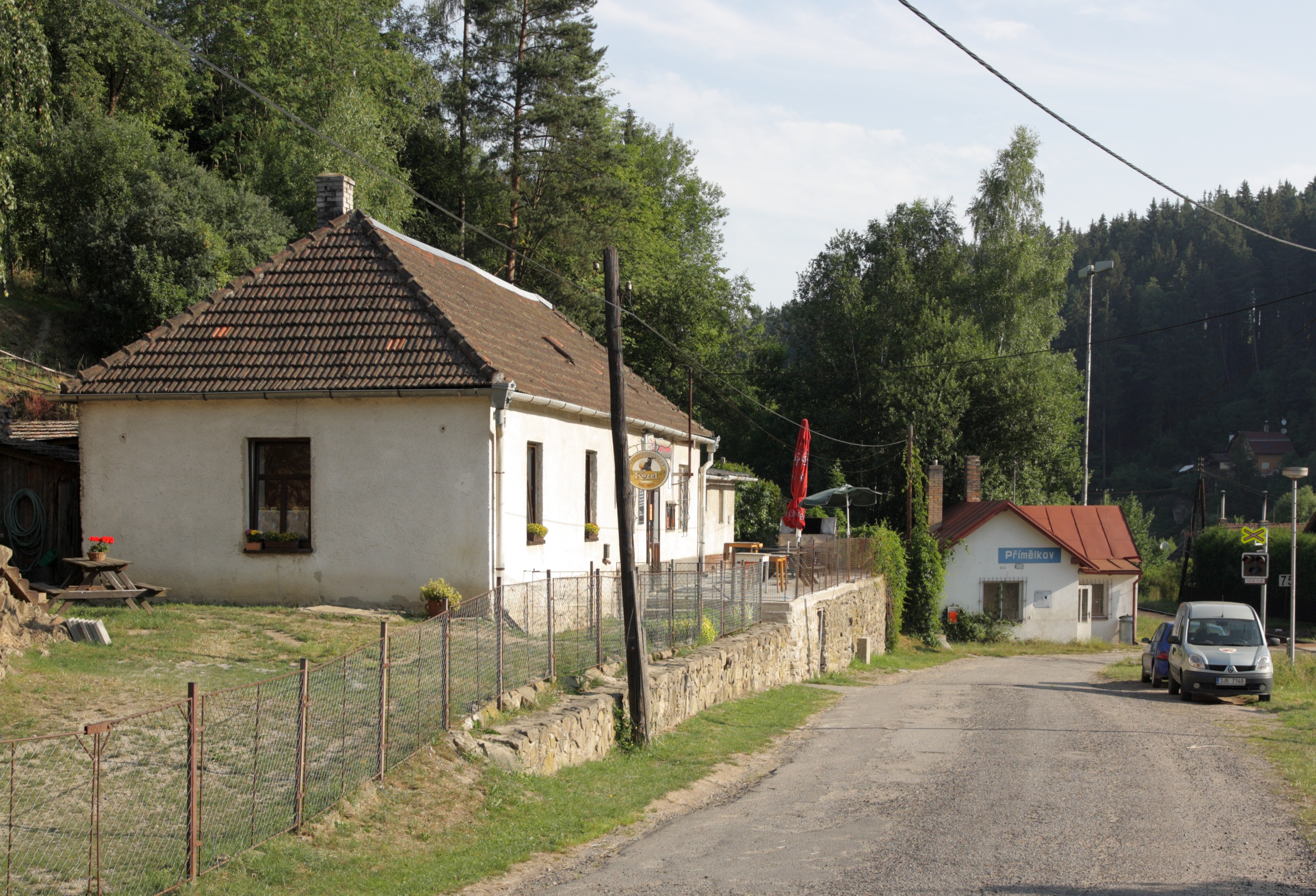
hostinec Nad Přejezdem a železniční zastávka

Nachází se zde hostinec Nad Přejezdem a zámečnictví. Vesnicí prochází silnice III. třídy č. 4045 do Střížova a železniční trať č. 240 z Brna do Jihlavy. Dopravní obslužnost zajišťují dopravci ICOM transport a České dráhy. Autobusy jezdí ve směrech Jihlava a Brtnice. a vlaky ve směrech Brno a Jihlava. Prochází tudy cyklostezka Jihlava – Třebíč – Raabs a červeně a zeleně značené turistické trasy.

## Školství, kultura a sport
Pobočku tu má Městská knihovna v Brtnici. Působí zde Sbor dobrovolných hasičů Přímělkov.

## Pamětihodnosti
- Nová přímělkovská tvrz